# Alexander Sutherland Neill
Alexander Sutherland Neill (Forfar, 17 de octubre de 1883 – Aldeburgh, 23 de septiembre de 1973)  fue un educador progresista escocés, artífice y fundador de la Escuela de Summerhill (1921), considerado como uno de los centros pioneros de la educación en libertad.
Su descontento con la pedagogía convencional oficial británica lo llevaría hasta Alemania en 1921, donde desarrolló los métodos que, tras su regreso a Inglaterra, dieron carácter a la Escuela de Summerhill. Tras innumerables vicisitudes a lo largo de tres cuartos de siglo fue, finalmente reconocida por la Ofsted inglesa en 2007 y, poco después, premiada por las Naciones Unidas.

## Biografía
Nacido en Forfar,  en las 'tierras bajas' de Escocia, el 17 de octubre de 1883. Fue uno de los trece hijos de dos maestros rurales. Se escolarizó en la propia escuela paterna, en Kingsmuir; tras ser colocado sin éxito como aprendiz en un par de negocios, comenzó a ayudar a su padre como alumno-profesor. Esa experiencia le sirvió para trabajar como maestro en diversas escuelas rurales escocesas. Neill llegaría a graduarse en inglés en la Universidad de Edimburgo (1912).
Unos primeros ensayos en el mundo del periodismo, en Londres, serían finalmente interrumpidos por la guerra: en 1914 y tras ser declarado no apto para el ejército, dirige la Gretna Green School, experiencia que describe y analiza en Diario de un maestro (1916), su primer libro. En 1917, a pesar de su talante antibelicista y de sus problemas vasculares en los pies, se da de alta en el ejército y, superada la instrucción, se integra en el Real Regimiento de Artillería. Antes de ser enviado a Francia sufre una sucesión de crisis nerviosas. Tras la baja definitiva solicita empleo en la Escuela King Alfred que dirige John Russell. A pesar de su entendimiento con el veterano pedagogo, la puesta en escena de sus tesis educativas chocó con la filosofía de la Junta de Profesores y con los resultados globales finales. Prescindieron de Neill.
Tras dejar la escuela londinense King Alfred en 1920, colaboró durante unos meses con Beatrice Ensor como coeditor de "The New Era", portavoz oficioso de la Sociedad Teosófica.
En 1921, su primer viaje al continente europeo le llevó a visitar en Hellerau, suburbio de Dresde, a sus amigos Karl y Cristine Baer, así como al arquitecto y doctor Otto Neustatter y su esposa Lilian (que más tarde sería su primera mujer). Años antes, Jacques-Dalcroze, compositor suizo y profesor de música, había fundado una escuela en Hellerau entre 1910 y 1914, clausurada con el estallido de la Primera Guerra Mundial. Siguiendo su estela, Neill y sus amigos alemanes crearon la Escuela Internacional en 1921 y con el apoyo del Ministerio de Educación germano. Dos años después, la revolución en Sajonia hizo que se dispersasen. Neill y su grupo se trasladaron a Sonntagsberg en Austria, y de allí a Lyme Regis (1924), en Dorset, Inglaterra, a una finca llamada Summerhill y con tan solo cinco alumnos. En 1927, vencido el contrato de alquiler y con 27 alumnos se trasladó a su actual emplazamiento en Leiston, Suffolk, bautizando el nuevo edificio con el nombre del anterior, a pesar de ser un lugar absolutamente llano.
Durante la Segunda Guerra Mundial, Neill tuvo que abandonar temporalmente su querido enclave en Leiston para instalarse en Festiniog, Gales del Norte, triste y desgraciada experiencia en la que murieron uno de sus mejores alumnos y Lily, su primera esposa.
Finalizada la guerra, Neil, Ena, su nueva mujer, y su gato regresaron a un bastante deteriorado Summerhill. Sería el inicio de una larga carrera pedagógica ya ininterrumpida. Tras la muerte de Neill en 1973, la escuela fue dirigida por su segunda esposa Ena hasta 1985, y luego por su hija Zoë Neill Readhead, la cual continua el legado de uno de los pedagogos más importantes del siglo XX.

## Escuela Summerhill
La escuela Summerhill es un internado situado en el sur de Inglaterra en el que conviven chicos y chicas de los cinco a los dieciocho años. Tras muchos avatares ha sobrevivido hasta ahora con una fama que llegó a su cumbre en los años 60 y 70 del siglo xx. Legalmente, funciona como escuela privada en la que los niños pueden escolarizarse, pero en muchas ocasiones sus peculiaridades la han expuesto al cierre tras las inspecciones que lleva a cabo el gobierno británico. 
Neill creía que es más importante el desarrollo adecuado de las emociones que el adelanto intelectual. Un niño emocionalmente sano podrá enfrentarse en el futuro a lo que quiera hacer e incluso ponerse a la altura, en conocimientos y recursos intelectuales, de los niños de la escuela convencional. Se oponía al estímulo de la competitividad fomentada en los niños: el mejor de la clase, el más listo, las mejores notas. Lo fundamental, para Neill, es el equilibrio emocional, como factor clave para que los niños se hagan personas felices, objetivo último de la educación.
Para Neill, su método es un remedio contra la infelicidad, causada por la represión y la sociedad del consumo, por la familia y por la educación tradicional. Por lo que su sistema se fundamenta en 10 principios básicos:
1. Fe sólida en la bondad del niño, debido a que el niño nace bueno, y la sociedad lo corrompe.
2. El fin de la educación es trabajar con alegría y hallar la felicidad interesándose en la vida, motivándose a hacer las cosas que uno eligió hacer.
3. En la educación no basta el desarrollo intelectual, sino que debemos desarrollar nuestra parte afectiva, ya que esta influye en todo cuanto hacemos o queremos hacer.
4. La educación debe ir en concordancia con las necesidades psíquicas y capacidades del niño, puesto que si deseamos ser alguien, debemos tener un perfil y debemos ser capaces de aceptar que podemos o no podemos serlo.
5. La disciplina dogmáticamente impuesta produce temor lo que genera hostilidad, haciendo que se paralice el esfuerzo y el sentimiento deja de ser auténtico, por tanto, querer enseñar algo por obligación resulta perjudicial para el equilibrio emocional del niño.
6. La Libertad no significa Libertinaje, ya que se trata de inculcar un respeto mutuo, haciendo que los niños sean libres por naturaleza, pero tengan consideración por sus pares.
7. Sinceridad del Maestro, no engañando al niño, ya que si se es honesto, se logra una mayor credibilidad y confianza.
8. Romper lazos con Padre y Madre haciendo que los niños logren independencia frente al mundo que los rodea y comprendan que la seguridad no se halla a través de la sumisión o el dominio.
9. Los sentimientos de culpabilidad son obstáculos para la independencia, ya que al demostrar inconformidad y generar rebeldía, atraemos sentimientos de arrepentimiento y culpa, los que conlleva a la sumisión y otra vez a la rebeldía. La culpa como lo ve la mayoría de la sociedad, no es una reacción ante la voz de la conciencia, sino que al saberse desobediente a la autoridad y el miedo a represalias.
10. Ausencia de enseñanza religiosa. En este punto se quiere decir, que lo que realmente importa no es cual religión tiene la razón, sino que, lo que importa es creer en la libertad humana y alabar a Dios por hacer feliz al hombre.

Esta escuela se convirtió en icono de las pedagogías alternativas al concretar un sistema educativo en el que lo importante es que el niño tenga libertad de elegir y decidir qué aprender, y con esa base, desarrollarse a su propio ritmo.

## Pedagogía
Neill se oponía con fuerza a la represión sexual y la imposición de valores puritanos estrictos, propios de la educación de la primera mitad del siglo XX. Para él, denostar el sexo y la sexualidad era denostar la vida y convertirla en una forma de deseo más o menos consciente de muerte.
Es muy importante matizar lo que Neill entiende por libertad. El hecho de que los niños dispongan de un amplio margen de autonomía y libertad no implica que en la escuela reine el libertinaje. La verdadera libertad es la que no supone un abuso de los derechos ajenos. Va asociada al respeto y la responsabilidad. El niño libre se autocontrola, sin que esto suponga represión de ningún tipo, ya que lo hace por la estima en que tiene a los demás debido a un tipo de relaciones con ellos sin miedos ni odio. En esto se basa el aprendizaje de la libertad. Respeto y libertad están íntimamente ligados, y se aprenden, básicamente, conviviendo. Es decir, un niño que toca el tambor a las tres de la mañana y despierta a sus padres no está ejerciendo su libertad, sino abusando, colocándose en cuanto a derechos por encima de los mismos. La convivencia ideal, según la entiende Neill, es una horizontalidad en las relaciones entre niños y adultos en la que ninguno posea todos los derechos y anule los del otro. El autoritarismo tradicional en la educación oprimía a los niños, en cuanto no respetaba sus peculiaridades y forma de ser. Pero la solución no es un libertinaje en el que la tortilla se dé la vuelta, sin dejar de ser la misma tortilla (sociedad autoritaria). Esto es algo que Neill repite a menudo y que produjo enormes malentendidos en muchos padres que quisieron aplicar sus teorías en los años sesenta y setenta del siglo XX.
El sistema pedagógico de Neill ha sido tan criticado por unos como querido por otros. Sus controvertidos principios y el funcionamiento de la escuela que fundó han recibido tanto halagos como críticas. En especial, se ha cuestionado el entorno de aislamiento en que se educa, lejos de una sociedad cuyas reglas son bien diferentes. No obstante, Neill siempre defendió que los niños se adaptarían a cualquier en torno al salir.

### Biografía y ensayo
- (1975) Corazones, no sólo cabezas en la escuela. México D. F., Editores mexicanos unidos
- (1979) Autobiografía. Neill! Neill! Orange peel! Madrid, Fondo de Cultura Económica.
- (1994) Summerhill. Un punto de vista radical sobre la educación de los niños. Madrid, Fondo de Cultura Económica.

### Narrativa para niños
(en inglés)
- Booming of Bunkie (1919)
- Carroty Broom (1920)
- A Dominies's (1924)
- Last Man Alive (1939).

### Libros sobre Neill
- Fromm, Erich (coord.) (1971). Summerhill: Pro y Contra. México: Fondo de Cultura Económica (Biblioteca de psicología y psicoanálisis).
- Segefjor, Bjarne (1974) Diario de Summerhill. Editorial Extemporáneos.
- Hemmings, Ray (1975). Cincuenta años de libertad: las ideas de A.S Neill y la escuela de Summerhill. Madrid: Alianza (Alianza Universidad). isbn 9788420621470
- Popenoe, J. (1975). Summerhill. Una experiencia pedagógica revolucionaria. Barcelona: Laia.
- Toro Traniello, Josep (1981). Mitos y errores educativos: Castigo, sobreprotección, Freinet, Summerhill... Barcelona: Fontanella. isbn 9788424404987